# Usugumo
L'Usugumo (薄雲? lett. "Nuvole rarefatte"), sino al 1º agosto 1928 denominato 37-Gō kuchikukan (第37駆逐艦? lett. "cacciatorpediniere Numero 37"), è stato un cacciatorpediniere della Marina imperiale giapponese, quarta unità appartenente alla classe Fubuki. Fu varato nel dicembre 1927 dal cantiere Ishikawajima di Tokyo.
Gravemente danneggiato da una mina nell'estate 1940, rimase in riparazione per quasi due anni e perciò non fu assegnato ad alcuna divisione cacciatorpediniere. Dall'estate 1942 fu invece aggregato alla 5ª Flotta, operando sempre in funzione di nave scorta per mercantili, trasporti e naviglio militare ausiliario impegnato a rifornire le isole Curili, Attu o Kiska. Passato alla 9ª Divisione cacciatorpediniere, partecipò all'evacuazione di quest'ultima nel luglio 1943, quindi riprese il servizio di pattugliamento da Ominato, venendo periodicamente revisionato a Kure e aggiungendo numerose armi contraeree. Nel giugno-luglio 1944 giunse a Otaru per accompagnare un convoglio alle Curili; durante il viaggio, il 5 luglio, cadde però vittima di un sommergibile statunitense e nel disastroso affondamento perì gran parte dell'equipaggio.

## Servizio operativo

### Costruzione e primi anni
Il cacciatorpediniere Usugumo fu ordinato nell'anno fiscale edito dal governo giapponese nel 1926, inizialmente con la denominazione "cacciatorpediniere Numero 37" (37-Gō kuchikukan in lingua giapponese). La sua chiglia fu impostata nel cantiere navale di Tokyo, gestito dalla Ishikawajima, il 21 ottobre dello stesso anno e il varo avvenne il 26 dicembre 1927; fu completato il 26 luglio 1928 e il 1º agosto assunse il suo nome definitivo, avendo la Marina imperiale abbandonato alla data il sistema di nomenclatura del naviglio leggero con soli numeri Il comando fu assunto dal capitano di fregata Takeo Koyama in un momento imprecisato del 1940 e la nave fu inviata isolatamente nel teatro di guerra cinese: il 15 agosto, però, urtò una mina navale al largo della costa meridionale della Cina. I gravi danni patiti costrinsero a rimorchiare l'Usugumo a Maizuru, dove fu posto in bacino di carenaggio dal 16 febbraio 1941 e trasferito ufficialmente alla riserva. Il cacciatorpediniere, perciò, fu l'unica unità della Flotta Combinata a non essere disponibile quando il 7 dicembre 1941 furono aperte le ostilità in Estremo Oriente e Oceano Pacifico.

### 1942
Il 20 giugno 1942 l'Usugumo passò al comando del capitano di corvetta Shunsaku Ikeda e il 20 luglio, finalmente rientrato in servizio, fu assegnato direttamente al comando della 5ª Flotta del viceammiraglio Boshirō Hosogaya, responsabile delle acque del Giappone settentrionale, delle isole Curili e delle piccole isole di Attu e Kiska, occupate subito dopo la disastrosa battaglia delle Midway. Il 6 agosto l'Usugumo giunse alla base militare di Ominato e per circa un mese fu impegnato in regolari pattugliamenti anti-sommergibile e scorte a naviglio mercantile. Tra il 29 agosto e il 18 settembre fu invece coinvolto nella vigilanza ad alcuni convogli che da Ominato salpavano alla volta dell'isola di Shimushu, vi scaricavano armi e uomini, quindi tornavano alla base. Il 14 ottobre salpò di scorta alla nave appoggio idrovolanti Kimikawa Maru e il giorno seguente le due unità si fermarono a Yokosuka; la settimana successiva l'Usugumo seguì la nave appoggio in una lunga traversata sino a Kiska, dove furono depositati alcuni idrovolanti, quindi la scortò nel rientro a Paramushiro (13 novembre). Dal 6 al 9 dicembre il cacciatorpediniere completò un viaggio di trasporto truppe ad Attu, mentre dal 23 al 30 dicembre difese un convoglio che recò rinforzi a Kiska.

### 1943
Dall'11 al 27 gennaio 1943 l'Usugumo fu impegnato nella scorta di un altro gruppo di trasporti che fecero approdare reparti di fanteria a Kiska e tornarono indenni a Paramushir; poi dal 28 al 31 imbarcò esso stesso un certo numero di uomini, destinati alla guarnigione di Attu, ed effettuò la traversata. Rientrò a Paramushiro e continuò quindi sino a Kure, dove fu ormeggiato e revisionato a partire dal 10 febbraio: nel corso dei lavori furono aggiunte due coppie di mitragliatrici Type 93 da 13,2 mm (dinanzi alla plancia e dietro al fumaiolo posteriore) e la dotazione anti-sommergibile fu reimpostata su quattro lanciatori Type 94, con complessive trentasei bombe di profondità. Il 26 febbraio l'Usugumo poté salpare e navigare a tutta forza per Ominato, raggiunta il giorno dopo e dalla quale operò per missioni di pattugliamento e scorta. Prese il mare a fine marzo assieme alla totalità della 5ª Flotta ma, distaccato per difendere il mercantile Sanko Maru che navigava per suo conto, non fu presente alla lunga battaglia delle isole Komandorski. Il 1º aprile, tornato a Ominato, l'Usugumo fu riassegnato alla 9ª Divisione cacciatorpediniere (Asagumo, Shirakumo), dipendente dalla 1ª Squadriglia della 5ª Flotta. Il 2 e l'8 aprile salpò allo scopo di recare altre truppe ad Attu, ma le proibitive condizioni atmosferiche lo obbligarono ad annullare la missione; fu poco dopo ormeggiato e revisionato. Le riparazioni si conclusero il 10 maggio e due giorni dopo salpò, rimontò l'incrociatore pesante Maya e il 15 le due navi si fermarono a Paramushiro. Nel corso di luglio l'Usugumo partecipò al primo tentativo di sgomberare Kiska, fallito per le condizioni meteorologiche, e alla seconda sortita in forze, invece coronata dal successo: il 29 luglio accolse a bordo 486 uomini della guarnigione, che fu recuperata anche dagli incrociatori leggeri Abukuma, Kiso e da cinque altri cacciatorpediniere. Il 1º agosto riguadagnò l'ancoraggio di Paramushiro e per i mesi seguenti riprese il servizio di vigilanza e scorta. L'8 novembre ebbe un nuovo comandante nel capitano di corvetta Jiichi Wakasugi e il 20 lasciò Ominato, di scorta all'incrociatore pesante Nachi, alla volta di Kure. Qui giunto il 23, rimase agli ormeggi a lungo, abbisognando di approfondita manutenzione. Durante il raddobbo l'Usugumo fu privato della torre poppiera sopraelevata con i pezzi da 127 mm, al cui posto furono sistemate due installazioni triple di cannoni Type 96 da 25 mm L/60; un impianto doppio rimpiazzò invece le due Type 93 davanti alla plancia.

### 1944 e l'affondamento
Il 1º febbraio 1944 l'Usugumo tornò operativo e il 7, di scorta al Nachi, fece rotta per Ominato, da dove riprese a condurre pattugliamenti e difesa delle unità in entrata e uscita dalla rada. Tra il 28 e il 3 marzo completò il viaggio di andata a difesa di un convoglio che si fermò all'isola Matsuwa, quindi ripartì isolato e si fermò al porto di Kushiro, sulla costa orientale dell'isola di Hokkaidō: qui si unì al resto della 9ª Divisione e a un piccolo gruppo di navi civili. Il 16 marzo il convoglio salpò con destinazione l'isola di Uruppu, ma durante il viaggio un sommergibile statunitense attaccò e affondò sia lo Shirakumo, sia il Nichiren Maru. La missione fu annullata e le unità sopravvissute tornarono a Kushiro. Il trasporto di truppe a Uruppu fu ritentato il 27 marzo, ebbe successo e il 3 aprile l'Usugumo e i mercantili rientrarono indenni. Subito dopo la menomata divisione, ridesignata 18ª, si trasferì a Ominato dove tornò a ricoprire i soliti compiti; l'Usugumo, usurato dall'intenso servizio, dovette comunque essere sottoposto a due cicli di manutenzione a Ominato stessa (29 maggio-12 giugno) e poi a Kure per il resto di giugno. Qui la dotazione contraerea fu incrementata da due affusti tripli di cannoni Type 96, ospitati su una piattaforma rialzata tra i due gruppi lanciasiluri di poppa; altri dieci pezzi in impianti singoli furono distribuiti sul castello di prua o verso poppa. Infine furono rimosse le Type 93 e, sull'albero di maestra, fu inchiavardato un radar Type 13 da ricerca aerea. Rimesso in efficienza, l'Usugumo salpò a tutta forza e giunse a Otaru in Hokkaidō per assumere la difesa del convoglio Ki-504 diretto alle Curili: il viaggio iniziò il 2 luglio ma il 5, quando si trovava 330 miglia a ovest-sud-ovest da Paramushiro (47°43′N 147°55′E), il gruppo finì sotto l'attacco del sommergibile USS Skate. Due siluri colpirono in pieno l'Usugumo a dritta, che fu squarciato dagli scoppi, si spezzò e colò a picco in appena sei minuti. L'equipaggio soffrì 267 morti, compreso il comandante Wakasugi, e ci furono solo quarantanove superstiti.
L'Usugumo fu depennato dai ruoli della Marina imperiale il 10 settembre 1944.